# Zvezdne steze 4: Potovanje domov
Zvezdne steze IV: Potovanje domov (izvirno angleško Star Trek IV: The Voyage Home) je četrti film priljubljene znanstvenofantastične televizijske serije Zvezdne steze, ki ga je leta 1986 izdelalo filmsko podjetje Paramount Pictures.

## Vsebina
V četrtem delu zvezdnih stez zasledimo osnovno temo znanstvene fantastike: potovanje v preteklost. Admiral Kirk se vrača nazaj na Zemljo, da bi dobil pravično kazen in podal razlago za svoja dejanja.
Med potjo, se Zemlji približuje neznana sonda, ki onesposobi vsa električna napajanja in moti komunikacije, zato štab Zvezdne flote izda ukaz o nepribliževanju Zemlji, kjer vladajo izredne razmere. Neznana sonda oddaja sporočila v nerazumljivem jeziku, ki so usmerjena na zemeljske oceane. Ker ni ustreznega odgovora, začne ionizirati zemljine oceane in povzroči globalno vremensko ujmo. Zemlja je v nevarnosti bližine popolnega, ultimativnega uničenja vsega kompleksnega visokorazvitega življenja.
Posadka Enterprisea sprejme sporočilo in ga razumsko razčleni. Ugotovi, da gre za melodijo spevov kita grbavca. Ker tega na Zemlji v tem času ni več, ne more biti odgovor na sporočilo avtentičen. Lahko bi sicer tvorili nekaj sporočil, a ne bi nič vedeli o sintaksi (skladnji) teh kitjih spevov. Spock izračuna trajektorijo za časovni skok v dvajseto stoletje. To jim sicer uspe, a so porabili vse kristale antimeterije. Spock ugotovi, po stopnji onesnaženosti, da so dejansko v dvajsetem stoletju. Strojnik razvije tudi metodo za ponovno regeneracijo antimaterijskih kristalov. Kite zaznajo v bazenu pri San Franciscu, kjer sta nastanjena samec in samica vrste kita grbavcev. Kirk in Spock se odpravita proti bazenu, medtem ko Sulu, Pavel Čekov in Uhura poskušajo pridobiti dovolj energije iz jedrske letalonosilke (prav tako z imenom Enterprise) zasidrane v pristanišču. Sulu in strojnik pa zaideta v tovarno pleksi stekla, kjer sklenejo posel za izdelavo bazenov za transport kitov. Strojnik preda načrte za konstrukcijo prozornega aluminija, v zameno za dobi dovolj materiala za izdelavo ogromnih bazenov. Čekov in Uhura medtem uspeta, a se stvari zapletejo, ko Čekov pri skoku dobi močan pretres možganov in mu grozi anevrizma (da mu poči žila v možganih).
Kirk in Spock obiščeta bazen s kitoma. Tam spoznata prelestno kitologinjo, ki občinstvu razlaga o neumornem pobijanju kitov s kitolovkami in grožnji popolnega iztrebljenja te miroljubne živalske vrste. Spock povzroči »izgred« ko se duševno spoji s samico kita. Izve, da je ta noseča. Kapitan Kirk kasneje pove vso zgodbo o misiji, svojem poreklu, poklicu ob obedu s kitologinjo. Na koncu Kirka in Spocka zapelje v mestni park, kjer imajo »parkirano« klingonsko bojno križarko. Kirk ji pove, da naj ga išče tam. Naslednji dan zgrožena ugotovi, da sta kita na prostosti. Ravna se po navodilih Kirka in oddide v park, kjer presunjena opazi, kako helikopter dostavlja pleksi stekla iz prozornega aluminija v ladjo. Kirk jo teleportira v notranjost »stare kište«, in ji potrdi svojo zgodbo. Skupaj z McCoyem, Kirkom in drugimi uspejo priti do Čekova in ga pozdraviti. Od tam poletijo do Aljaske in ravno v pravem trenutku preprečijo poboj nedolžnih in krotkih kritov. Teleportirajo jih in opravijo časovni preskok. Zgodi pa se nekaj izjemnega, ko McCoy predlaga Spocku, naj oceni približni čas vrnitve, kar je za Vulkanca nekaj nedoumljivega. Preskok prestanejo. Kita sta na prostosti in odgovorita na sondine klice. Globalna vremenska ujma pojenja.
Na koncu poveljnik Zvezdne flote degradira admirala Kirka v kapitana. Glede na zasluge so opuščene vse točke obtožnice, razen nespoštovanja nadrejenega, kar je bilo nedopustno. Kirk in posadka dobijo novo ladjo, Enterprise 1701B.

## Teme
Glavni koncepti in teme filma so:
1. Potovanje v preteklost bodo nekoč mogoča in izvedena v primeru absolutne ultimativne globalne planetarne grožnje popolnega iztrebljenja.
2. Iztrebljenje ene živalske vrste, ki je po naravi krotka, miroljubna in dobrohotna ima lahko za posledico posredno iztrebljenje človeške vrste in vsega visoko razvitega življenja višjega od stopnje praživali.
3. Stati za svojimi dejanji in jih obrazložiti, opravičiti s tem, da rešiš svet pred koncem.